# Birds and bells
Birds and bells er en undervisningsfilm fra 2006 instrueret af Kassandra Wellendorf efter eget manuskript.

## Handling
»Birds and Bells« er rettet mod gymnasiernes musikundervisning. Undervisningsmaterialet fokuserer på ét stykke musik »Birds and Bells« af Bent Sørensen. Materialet består af en dvd med to korte film og en cd med musikstykket. Den første film lader komponisten fortælle om sine arbejdsmetoder og inspirationskilder og giver hermed et indblik i, hvad det vil sige at skrive musik, at få inspiration og helt konkret skabe et værk. Den anden film lader seks unge lytte til musikken og frit associere ud fra deres auditive oplevelser. Eleverne får mulighed for at spejle sig i de medvirkendes direkte og uformidlede møde med musikken. Underviseren bestemmer selv i hvilken rækkefølge, filmene vises. Det anbefales at spille selve musikstykket først.